# ウィットヌーン
ウィットヌーン（ウィッテヌーム、ウィトヌーム、英語: Wittenoom）は、オーストラリア・西オーストラリア州ピルバラ地域アシュバートンにかつて存在した町。同州の州都・パースの北北東1,420km（880 mi）に位置し、ハマーズリー山地の近傍にある。アスベストによって汚染された場所として知られており、町域の内50,000ヘクタール（120,000エーカー）が汚染され、「南半球で最も広範囲が汚染された場所」とも目されている。
ウィットヌーン周辺の地域は、1930年代にリーベック閃石（青アスベスト）の採掘が始まるまでは牧畜が主に行われている典型的な田舎であった。リーベック閃石の採掘は、1939年にヤンパイア峡谷（Yampire Gorge）で大規模な採掘が開始されたが、まもなくウィットヌーン峡谷（Wittenoom Gorge）で採掘が行われるようになり、ヤンパイア峡谷の大規模採掘は1943年に終了した。1947年、企業城下町が建設され、1950年代にはピルバラ地域で最も大きな町にまで成長した。最盛期は1960年代前半で、1961年6月30日に実施されたオーストラリアの国勢調査では、人口881人。1950年代から1960年代初めごろまでの間、ウィットヌーンはオーストラリアで唯一のリーベック閃石産地であった。しかし、リーベック閃石の枯渇に加えて、この地域のアスベスト採掘による健康問題が顕在化してきたことで、1966年に鉱山は閉鎖された。
その後、ウィットヌーンの町の跡地は、行政の手が入ることもなく放置されていた。しかし2006年12月、西オーストラリア州政府は、ウィットヌーンを公式に抹消する予定であることを発表し、翌2007年6月20日に、当時の西オーストラリア州首相、ジョン・フォードの名のもとに、公式に廃止する地方政府公報が出された。ウィットヌーンの名前は公式な地図から抹消され、ウィットヌーンの名前が道路標識から削除された。これらの手続きにより、アシュバートン当局は、アスベストに汚染されたこの地域に向かう道路を閉鎖できるようになった。
ウィットヌーン運営委員会は、2013年4月に会合を開き、町の閉鎖を最終決定した上で、この地域への立ち入りを制限し、この汚染の危険性への意識を高めることとした。これをどのようにして達成するのか、詳細については今後決定されることとなったが、この地域にいまだに居住している人々の移住、自由保有地から王室領への変更、家屋の撤去、そして道路の閉鎖や付け替えがおそらく必要となると考えられた。2015年の時点で、まだ6人の住人が居住していた。その後、2017年には、4人に減少し、2018年に3人、2021年に2人となった。
2022年9月に、遂に最後の居住者が退去したことでウィットヌーンは無住の地となり、2023年5月から西オーストラリア州政府によって、残存する建築物の撤去工事が始まった。

## 地名の由来
ウィットヌーンの名前は、ラング・ハンコックによって名付けられたもので、ムルガ・ダウンズ・ステーションの近傍で活動していた際、彼の相棒であったフランク・ウィットヌーンに因んでいる。ウィットヌーン周辺の土地は、元々ウィットヌーンの兄弟で政治家のエドワード・ホーン・ウィットヌーンによって治められていた。
1940年代末、この鉱山近傍の町を正式な町とする声が上がり、鉱山省は町の人々によって採用を強く求められている名前であるとして、町の名前をウィットヌーンとすることを勧告した。
この名前は1948年に採択されたが、1950年5月2日に地方政府公報でこの町の成立を正式に発表するまでは、使われなかった。1951年、町の名前は、鉱山会社からの要望でウィットヌーン・ゴージ (Wittenoom Gorge)に変更されたが、1974年に元のウィットヌーンに戻された。
鉱山は1966年に閉鎖され、2007年3月に正式に町域（英語: Townsite）も廃止された。

## 宗教
1968年の時点で、ウィットヌーンはピルバラ地域の中にたった2つしかないカトリック教会区のうちの一つであった。

## 歴史
1917年に、鉱山省によって初めてハマーズリー山地にリーベック閃石の鉱床の存在が記録されている。1930年代初頭、ラング・ハンコックがムルガ・ダウンズに所在するウィットヌーン峡谷を発見した。
1937年、ハンコックは、この峡谷で採集したリーベック閃石（青アスベスト）のサンプルをイスルイン・ウォルターズとウォルター・レナードに提示した。彼らは、ナニェーリーとヌラギン近郊のライオネルで白アスベストの採掘と取引を行っていた。ハンコックは、この青アスベストが1トン当たり70ポンドで取引されていると聞きつけ、即座にこのウィットヌーン峡谷で最良な鉱区の鉱業権を取得した。
レオ・スネルは、ムルガ・ダウンズのカンガルー・ハンターで、更に多くのリーベック閃石が埋蔵されていたヤンパイア峡谷の鉱業権を取得した。ウォルターズとレナードはスネルから鉱業権を買い取り、鉱石の処理場もこちらに移転させた。そして、採掘と取引を開始した。レナードは、ヤンパイア峡谷で2マイル（約3.2km）にわたるアスベストを発見したとロンドンに打電した際には、それを聞いた人々はそれを信じず、レナードに休暇を取ることを勧めたとされる。結局、レナードはヤンパイア峡谷に多量のアスベストが存在することを信じてもらうために、写真を撮影して送っている。
ウォルターズとレナードは、ヤンパイア峡谷への道路を整えるために、ラクダを用いて、巨大な岩を撤去して路外に移動させている。この結果、採掘箇所と処理場の間の24km（15マイル）の間を、荷馬車を使って7時間で結ぶことができるようになった。
1940年までに22人の労働者がヤンパイア峡谷で雇用され、約375トンのアスベストが採掘され、ラバを用いた荷馬車でポイント・サムソンの海岸まで運ばれた。第二次世界大戦の間は、イングランドとの間で連絡を取ることが困難となってしまい、ド・ベラルがこの鉱山に興味を示した。
1943年になると、コロニアル・シュガー・カンパニーの子会社であるオーストラリアン・ブルー・アスベストスによって、このウィットヌーン峡谷とヤンパイア峡谷の鉱山が取得された。ラング・ハンコックは、彼が設立した小さな集落が町へと変わっていくことを見ており、1958年には、「イジー・ウォルターズは、それを確立し、今日のウィットヌーンの市場を生み出した人物だった」と述べている。ウォルターの相棒であるレン・レナードは、1958年にこの意見に対して「しかし、彼（イスルイン・ウォルターズ）の純粋な根性と勤勉さ抜きにはウィットヌーンの存在はないでしょう。私たちは彼の根性や勤勉さに感謝しなければならないのです」と述べた。
しかしながら、利益が出なくなってしまったことから、ウィットヌーンの鉱山は1966年に閉山している。

### 町の閉鎖

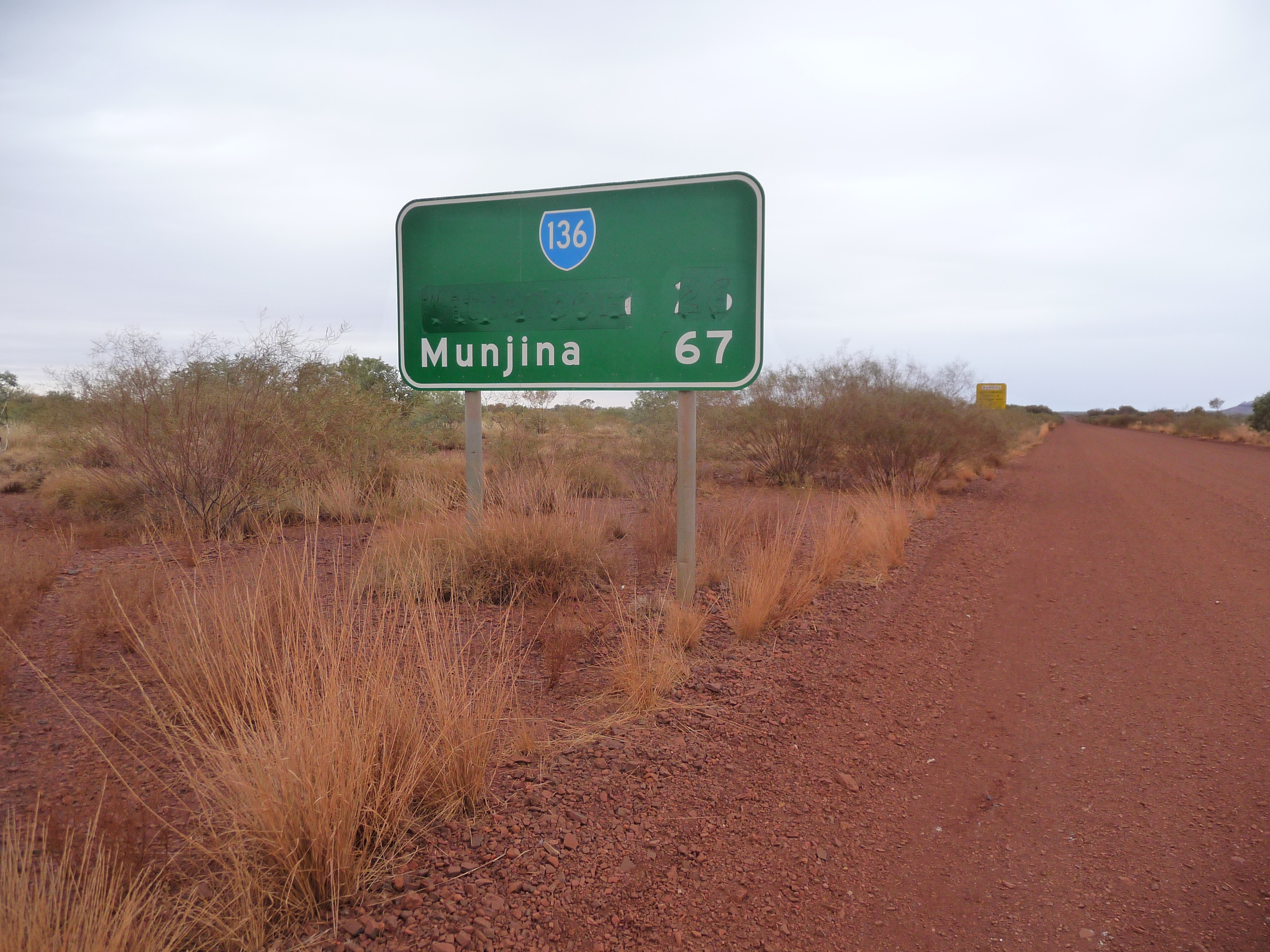
ウィットヌーンの名前が消された道路標識

2016年時点で、ウィットヌーンに定住しているのはわずか3名となっており 、西オーストラリア州政府による公共サービスの終了、電力供給の終了、残る民有地の強制収用、そして町の取り壊しの方針を無視し続けていた。2018年暮れになってもまだ3名の定住者がおり、2022年9月に最後の定住者が強制退去させられ、ようやく無人となった。
2006年11月、コンサルタントであるGHDグループとパーソンズ・ブリンカーホフは、この町とその周辺市域では、アスベスト汚染によるリスクが続いていると算定しており、訪問者には中程度の危険性が、定住者には甚大な危険性があると分類した。2006年12月には、ピルバラ地域と地方政府首相のジョン・フォードが、ウィットヌーンという町を廃止することを明言し、2007年6月に、彼は正式にウィットヌーンという町を廃止したことを公表した。
保健省と認定汚染土地監査人の両名によって次の報告が検証された。その報告では、近年でも採取された表土のサンプルからアスベスト繊維が検出され、容認することのできない程の健康リスクが残存しているといったものであった。監査人は、かつての町域とこの報告の中でその他にも汚染度が高いとされた場所を、「汚染地 - 土地の修復が必要（Contaminated - Remediation Required）」と分類することを勧告した。2008年1月28日、環境保全局は、ウィットヌーンを2003年の汚染土地法に定める汚染土地であると分類した。
しかしながら、この危険性に関する見解は統一されたものではない。地質学者で、かつてオーストラリア労働党の政治家で、西オーストラリア州上院議員を務めたマーク・ネヴィル（鉱山・牧畜選挙区選出）は、2004年のインタビューで、この町のアスベストのレベルは、ほとんどの機器の検出能力を下回る程度しかなく、本当の危険性は鉱滓ダムを抱えている峡谷自体にあると述べた。
住民たちは、この町でキャンプ場やゲストハウス、旅行者向けの宝石店を開業していたことがある。この内、宝石店の屋根は今は崩れ落ちており、ゲストハウスの木材は腐り落ちているが、キャンプ場の跡地ははっきりとわかる状態にある。
2018年の報告では、年間数千人の旅行者が、エクストリーム・ツーリズムの一つとして、未だにウィットヌーンの跡地であるゴーストタウンを訪れているとされる。
オーストラリア中皮腫記録（英語: Australian Mesothelioma Registry, AMR）は、国営のデータベースで、このデータベースには2010年7月以降に中皮腫と診断された人々に関する情報が登録されている。ここに新たに登録される記録は、政府が国内に未だに残るアスベストをどのように処理するか、将来の中皮腫の危険性をどのように削減するかといったことに関する方針を模索するために活用される。
ウィットヌーン閉鎖法案は、2021年8月に西オーストラリア州下院に再提出され、2022年3月24日に通過した。この法案は、かつての町の中に残る14の私有財産を強制的に徴収し、撤去することを可能とするものである。
ウィットヌーンの町が形成された土地をかつて所有していた先住民、パニジマ族は、西オーストラリア州下院に対して、ウィットヌーンの残る建物の完全撤去のみならず、土地の汚染に対する除染も行うように請願した
。
ウィットヌーン閉鎖法案が、2022年3月に西オーストラリア州下院を通過したことで、政府は、ウィットヌーンに残る個人所有の財産の強制徴収と、町のインフラストラクチャ全ての撤去を行い、町を完全に閉鎖することが許可された。2022年9月、町に最後まで残っていた住民が遂に退去した。2022年9月に、ウィットヌーンは完全に放棄され、公に閉鎖された。伝えられるところによれば、2022年12月26日前後にこの地域で発生した叢林火災が発生し、町に残っていた建物が損傷し、元々2023年の乾季の間に予定されていた町の廃墟の撤去計画は、見直しを余儀なくされた。

## 遺産

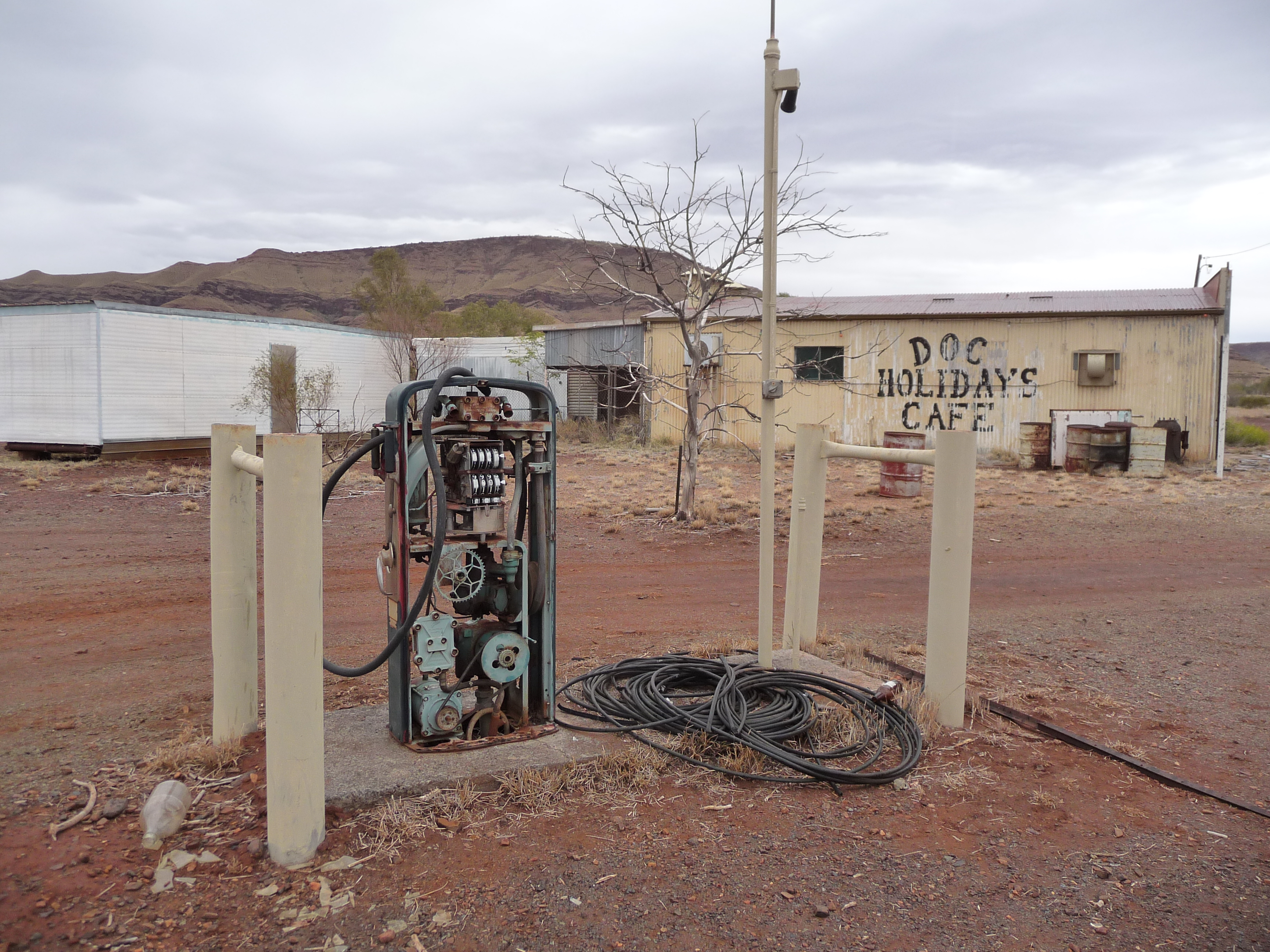
ウィットヌーンの入口に残る「ドック・ホリデーズ・カフェ (Doc Holidays cafe）」の廃墟

1990年にミッドナイト・オイルが発表した楽曲「ブルー・スカイ・マイン（英語: Blue Sky Mine）」と、アルバム『ブルー・スカイ・マイニング（英語: Blue Sky Mining）』は、ウィットヌーンの町と、それを支えた鉱業に着想を得た楽曲であり、この他にアリスター・ヒューレットの楽曲「ヒー・フェーズ・アウェイ（英語: He Fades Away）」や「ブルー・マーダー（英語: Blue Murder）」も同様にウィットヌーンにインスパイアされた楽曲である。このウィットヌーンの町とその歴史は、ティム・ウィントンによる小説「ダート・ミュージック（英語: Dirt Music）」でも扱われている。
デジタル詩人のジェイソン・ネルソンは、詩集「ウィットヌーン：スペキュレイティヴ・シェル・アンド・ザ・キャンセラス・ブリーズ（英語: Wittenoom: speculative shell and the cancerous breeze）」を作成しており、この中ではこの町の死に関する対話形式の探索が行われている。この作品は、2009年のニューカッスル詩賞を受賞した。
ダグラス・ケネディのホラー小説「ザ・デッド・ハート（英語: The Dead Heart）」では、ウィットヌーンをモデルとしたと考えられる、ウォラナップ（英語: Wollanup）という架空の土地が登場する。この「ザ・デッド・ハート」は、ケネディによって漫画化されており、作画にクリスチャン・デ・メッターを起用して、「デッド・ハート（英語: Dead Heart）」のタイトルで出版された。